# Partit Verd Eto-Ecologista
El Partit Verd Eto-Ecologista (les sigles són PVEE) fou un partit polític de l'Uruguai. Es va fundar el 1987 com a resultat del moviment ecologista que s'havia desenvolupat en altres parts del món. El seu líder històric va ser el científic Rodolfo Vicente Tálice.
El PVEE es va presentar a les eleccions generals del 1989 amb un resultat aproximat d'11.000 vots, la qual cosa no va ser suficient per obtenir un lloc al parlament. Poc temps després, el partit es va dividir bàsicament en dos moviments: el Moviment Ecologista Pacifista de l'Uruguai (MEPU), encapçalat per Fernando Estévez Griego, i el Partit del Sol Federal i Pacifista (PSFP), d'Homero Mieres.
Pel que fa a les eleccions del 1994, el PVEE va aconseguir 5.500 vots. Quant a les eleccions presidencials del 1999 i les nacionals del 2004, els Eto-Ecologistes van donar suport a la Unió Cívica (UC). El 2008 van ratificar una aliança amb l'UC i amb el Partit Nacional (PN), participant amb la llista nacionalista 80.